# Ludolf von Sudheim

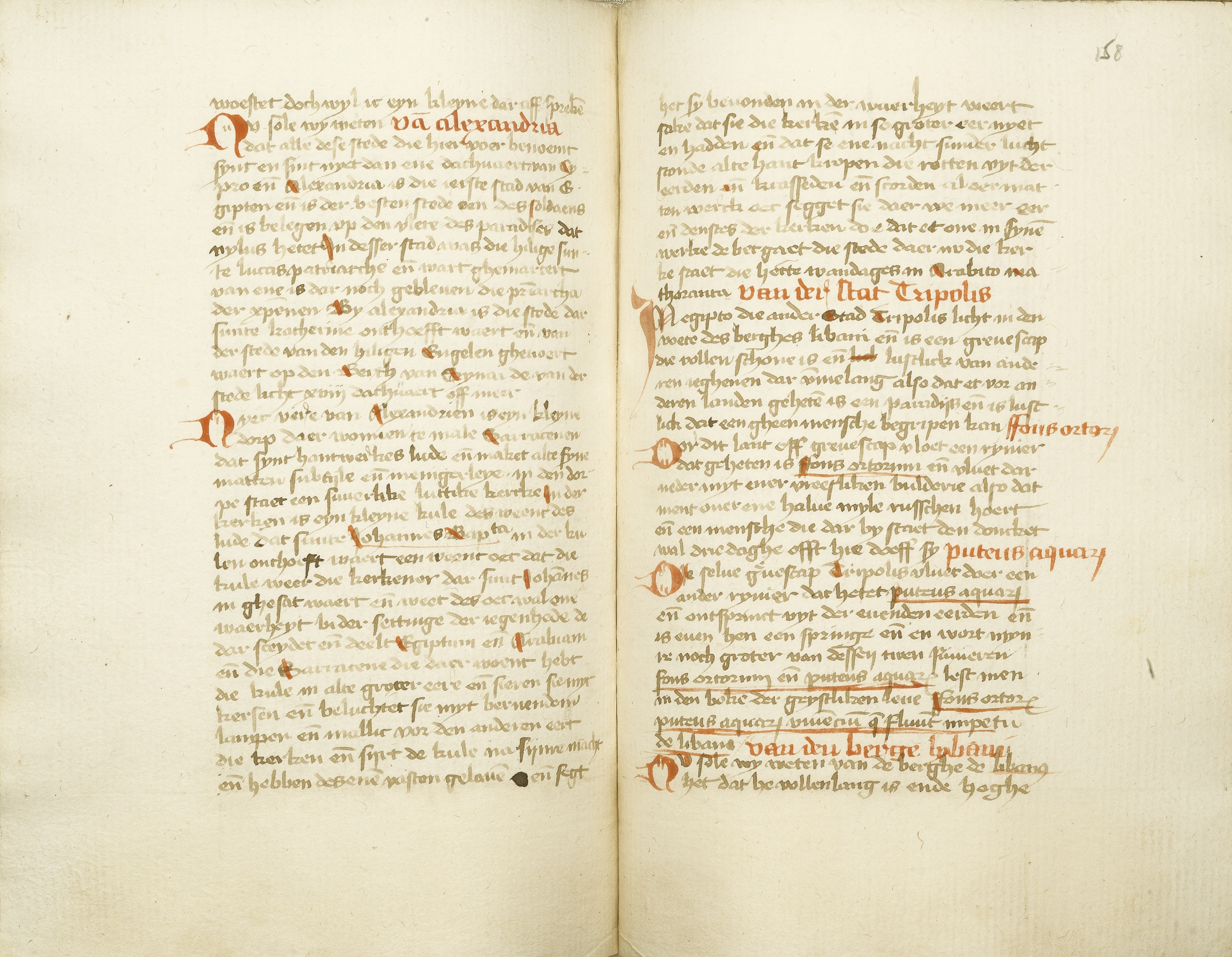
Handschrift der niederdeutschen Übersetzung, 15. Jahrhundert

Ludolf von Sudheim (* in Osnabrück, bezeugt 1336–1341) war ein deutscher Orientpilger und Geistlicher.
Ludolf, der womöglich der Osnabrücker Familie Schilder entstammte, war Pfarrer des heute nicht mehr existierenden Pfarrdorfs Sudheim bei Lichtenau. Er unternahm 1336 bis 1341 eine ausgedehnte Pilgerfahrt in den Orient. Sein in zahlreichen Handschriften überlieferter lateinischer Reisebericht existiert in zwei Fassungen. Handschriften überliefern auch eine niederdeutsche und eine hochdeutsche Übersetzung.